# Арансахой
Арансахо́й — деревня в Усольском районе Иркутской области России. Входит в состав Сосновского муниципального образования. Находится примерно в 32 км к юго-западу от районного центра.

## Топонимика
По мнению местных жителей, название происходит от бурятского олон сохо — много жуков. Однако, наиболее вероятно, что это народная этимология.
Возможно, вторая часть топонима происходит от бурятского сохээ — чаща, заболоченный лес.
По мнению краеведа и геолога Станислава Гурулёва, название произошло от бурятского арын — задний и саха — помост, крытый навес.
В Тоджинском кожууне Республики Тыва есть группа озёр, имеющая название Уран-Сай-Холь, что переводится с тувинского как край мелкий озёр, названия вытекающих из них рек Улуг-Уран-Сай и Биче-Уран-Сай означают большая и малая перекатная. По мнению иркутского журналиста Геннадия Бутакова, топоним Арансахой имеет те же корни.

## Население
| 2002 | 2010 | 2011 | 2012 |
| ---- | ---- | ---- | ---- |
| 104  | ↘95  | →95  | →95  |

По данным Всероссийской переписи, в 2010 году в деревне проживало 95 человек (58 мужчин и 37 женщин).